# 白田秀彰
白田 秀彰（しらた ひであき、1968年（昭和43年）4月3日 - ）は、日本の法学者。学位は博士（一橋大学・1998年（平成10年））。職業的な専門は知的財産権法、情報法であるが、法制史、文化史、憲法学などについても積極的な研究活動や発言を行っている。法政大学社会学部准教授。宮崎県延岡市出身。

## 経歴・人物
1987年（昭和62年）、宮崎県立延岡高等学校卒業。一橋大学法学部1992年（平成4年）卒業。同大大学院に進学。
博士号取得後、複数の大学で非常勤講師を務める。1999年（平成11年）、法政大学社会学部専任講師に就任。2001年（平成13年）より同大学助教授（2007年（平成19年）の呼称変更に伴い准教授となる）。
2002年（平成14年）以降、東京都国立市の喫茶店「ロージナ茶房」で不定期開催の勉強会「ロージナ茶会」を主宰。
著書『インターネットの法と慣習』において「ネットワーク利用者の政治的組織が必要」「名前を持って責任主体として活動する人々が必要」と訴える中、「言いだしっぺ」として2007年（平成19年）、小寺信良（コラムニスト、AV・音響機器評論家）・津田大介（IT・音楽ジャーナリスト）らと共にインターネット先進ユーザーの会（MiAU）を設立する。同年12月31日、「組織活動やら規則やらになじまず」として脱退。
趣味は音楽鑑賞・オーディオ・コンピュータいじり・自転車・革細工。
2012年（平成24年）現在、法政大学社会学部准教授の他に、一橋大学法科大学院、武蔵野美術大学デザイン情報学科非常勤講師。

## 研究・主張
- 自身のウェブサイト「白田の情報法研究報告」において、小論集や「オンライン・コミュニティへのプレゼント」と題した研究内容・主張などを不定期に掲載している。自らの読者層を考慮し、学者向けの学術論文を書くよりも、ネットユーザー向けの文章を執筆、公開することに力点を置いている。また、コミックマーケットに「ロージナ茶会」として度々参加し、「性表現規制の文化史」などの自身の研究を同人誌という形式で発表している。
  - 2008年（平成20年）、青少年の保護を理由とした携帯電話のフィルタリングや児童ポルノの法規制など「有害」表現問題について、法学者の立場に基づき「違法有害表現に関する覚書」 (PDF, 362 KB) 、「単純所持宣言 / その他、性規制について」と題した文章を発表し、性暴力表現を含む暴力表現の厳格な規制強化の必要性と、日本における性表現の規制のあり方への疑問を示した。
- 情報通信政策フォーラム第21回「オンライン社会における著作権のあり方」において私論　知的財産（著作権）戦略」 [リンク切れ]講師を務める。
- 国際大学GLOCOMにおいて東浩紀が主宰した「ised（情報社会の倫理と設計についての学際的研究）」にも法学者として研究者として参加し、第2回においては、「情報時代の保守主義と法律家の役割」と題した講演を担当した。

### インタビュー
- ITmedia NEWS 2006年（平成18年）10月27日 - 「YouTube人気動画リンク集」は合法か
- ITmedia NEWS 2006年（平成18年）12月17日 - Winny事件判決の問題点　開発者が負う「責任」とは
- iNSIDE 2007年（平成19年）7月13日 - インターネットから自由が消える……法学者 白田秀彰氏インタビュー
- livedoor ニュース 2007年（平成19年）11月05日 - 【MiAUの眼光紙背】第１回：MIAU設立の経緯と、MIAUが目指すこと（白田秀彰）
- ASCII.jp 2007年（平成19年）12月12日 - 「隠す権利」から「広める制度」へ　変化が求められる著作権のあり方
- Tech-On! 2007年（平成19年）12月14日 - 法政大学 准教授 白田秀彰氏インタビュー，「法は単なる調整手段，技術者は自由に進め」
- サイゾー 2008年（平成20年）7月号 - 「奇妙な法学教師・白田秀彰のテレビ業界への根源的な懐疑！── 新時代・あらゆるコンテンツは「ニコニコ動画」でイジられる！」
- ネトラン 2008年（平成20年）8月号 - 「大学准教授が児童ポルノの所持を宣言！ 社会的立場を懸けた行動の真意とは!」（「単純所持宣言 / その他、性規制について」発表を受けてのインタビュー）

## 略歴
- 1987年（昭和62年）、宮崎県立延岡高等学校普通科卒業
- 1988年（昭和63年） - 1992年（平成4年）、一橋大学法学部在籍、卒業（卒業論文は「デジタルコードの法的保護」）
- 1992年（平成4年） - 1994年（平成6年）、一橋大学大学院法学研究科修士課程（修士論文は「イギリスにおけるコピーライトの史的展開」）
- 1994年（平成6年） - 1997年（平成9年）、一橋大学大学院博士後期課程単位取得退学
- 1997年（平成9年） - 1998年（平成10年）、日本学術振興会特別研究員
- 1997年（平成9年） - 博士学位請求論文を提出し、1998年（平成10年）、博士取得（博士論文は「英米法系コピーライトに関する歴史的研究」）
- 1998年（平成10年） - 1999年（平成11年）、山梨学院大学法学部非常勤講師
- 1999年（平成11年） - 2001年（平成13年）、明治大学二部法学部非常勤講師
- 1999年（平成11年） - 法政大学社会学部専任講師
- 2000年（平成12年） - 一橋大学法学部非常勤講師
- 2001年（平成13年） - 武蔵野美術大学非常勤講師
- 2002年（平成14年） - 法政大学社会学部助教授（2007年（平成19年）、准教授）
- 2002年（平成14年） - 国立国会図書館納本制度審議会専門委員（2003年（平成15年）5月まで）、一橋大学情報処理センター「ネットワーク・ライセンス講習会」講師（2004年（平成16年）4月まで）、コブネ総研名誉顧問
- 2005年（平成17年） - 内閣府知的財産本部コンテンツ政策専門委員（2005年（平成17年）3月まで）、国分寺市情報公開・個人情報保護審議会委員、経済産業研究所デジタルコンテンツの生産・流通を促進する法制度に関する研究会委員（2006年（平成18年）2月まで）
- 2006年（平成18年） - 内閣府知的財産本部デジタルコンテンツの新たな法制度に関する研究会委員
- 2007年（平成19年）、MIAU発起人、同年12月31日、「組織活動やら規則やらになじまず」として脱退

## 論文
- 国立情報学研究所収録論文 - 国立情報学研究所

## 著書

### 単著
- 『情報公開・プライバシーの比較法』、日本評論社、1996年
- 『コピーライトの史的展開』、信山社、1998年、ISBN 978-4-7972-2129-9
- bit別冊、『情報セキュリティ』、共立出版、2000年
- 『インターネットの法と慣習 かなり奇妙な法学入門』、ソフトバンククリエイティブ、2006年、ISBN 978-4-7973-3467-8
- 『性表現規制の文化史』、亜紀書房、2017年、ISBN 978-4-7505-1518-2

#### 青空文庫
- 『もう一つの著作権の話』、1998年
- 『もう一つのプライバシーの話』、1999年
- 『グリゴリの捕縛』
- 『著作権の原理と現代著作権理論』
- 『ハッカー倫理と情報公開・プライバシー』

#### その他の電子書籍
- 『我がTOSO』（「白田秀彰個人論文集」）、ロージナ茶会、2010年。[3]
- 『知識資本論』、ロージナ茶会、2010年。[4]

### 共編著
- 『思想地図βVol.3 日本2.0』（憲法特集の節に執筆）編集東浩紀、株式会社ゲンロン、2012年、ISBN 978-4-9905-2435-7

## 出演

### テレビ
- 『ザ☆ネットスター!』（NHK衛星第2テレビ、2008年）
- 朝までニコニコ生激論 テーマ『ベーシック・インカム（ｷﾘｯ』 （2010年02月21日 00：30）